# Anthophora leucorhina
Anthophora leucorhina är en biart som beskrevs av Cockerell 1917. Anthophora leucorhina ingår i släktet pälsbin, och familjen långtungebin. Inga underarter finns listade i Catalogue of Life.